# Крутики (скалы)
Ска́лы Кру́тики — гранитные скалы на Южном Урале (Россия), в Челябинской области, на северо-восточном берегу озера Тургояк, севернее пляжа города Миасса и посёлка Тургояк. Протяжённость — около 1,5 км. Популярны среди туристов и альпинистов. Посещение Крутиков до начала 1990-х годов входило во Всесоюзный туристический маршрут № 55.

## Топонимика
«Крутик», по русским народным говорам, означает «крутой берег реки или оврага», «круча», «береговой обрыв».

## Легенда
Об истории Крутиков и возникновении названия озера Тургояк существует легенда: о юноше по имени Тур и его возлюбленной Гояк. Тур происходил из богатой семьи, а Гояк — из бедной крестьянской. Родители Тура не давали разрешения пожениться. Понимая, что судьба не даёт им быть вместе, влюблённые, чтобы соединиться в Вечности, решили прыгнуть в озеро со скалистого берега. По преданию, в последний момент юноша испугался и не прыгнул в воду, а Гояк скрылась в глубине. От ужаса Тур окаменел, навсегда оставшись в виде скалы на берегу озера, которое стало называться ТурГояк (Тургояк).

## Достопримечательности
С Крутиков открывается панорамный вид на озеро Тургояк, на полуостров Веры, Заозёрный хребет, Пугачёву, Липовскую и Варганову горы.
Крутики — место тренировок и соревнований спортсменов-скалолазов и альпинистов Челябинской области.
На скалах размещены две памятные доски: альпинисту В. Жигареву и водолазу С. Колесникову.

## Галерея
- Панорамный вид с Крутиков на запад: на озеро Тургояк и Заозёрный хребет
- Крутики: близ вершины
- Крутики: вид на часть рейда яхт-клуба
- Крутики: панорама вершины
- Крутики: вершина
- Вид с Крутиков на Заозёрную гору и Варганову гору
- Скалы Крутики (северный мыс)
- Вид зимой с озера Тургояк на Крутики
- Вид на озеро Тургояк с Крутиков зимой